# Cláudio Roberto Souza
Cláudio Roberto Souza (ur. 14 października 1973 w Teresinie) – brazylijski lekkoatleta specjalizujący się w krótkich biegach sprinterskich, dwukrotny uczestnik letnich igrzysk olimpijskich (Sydney 2000, Ateny 2004). Srebrny medalista olimpijski z Sydney w biegu sztafetowym 4 x 100 metrów (startował w eliminacjach).

## Sukcesy sportowe
- srebrny medalista mistrzostw Brazylii w biegu na 100 metrów – 2002[1]

| Rok  | Miasto | Zawody                          | Konkurencja                      | Wynik                     |
| ---- | ------ | ------------------------------- | -------------------------------- | ------------------------- |
| 2000 | Sydney | Igrzyska olimpijskie            | sztafeta 4 x 100 m               | srebrny medal             |
| 2001 | Manaus | Mistrzostwa Ameryki Południowej | bieg na 100 m sztafeta 4 x 100 m | srebrny medal złoty medal |
| 2003 | Paryż  | Mistrzostwa świata              | sztafeta 4 x 100 m               | srebrny medal             |
| 2004 | Ateny  | Igrzyska olimpijskie            | sztafeta 4 x 100 m               | 8. miejsce                |

## Rekordy życiowe
- bieg na 60 metrów (hala) – 6,64 – Moskwa 01/02/2004
- bieg na 100 metrów – 10,19 – São Paulo 13/04/2002
- bieg na 200 metrów – 20,24 – Cochabamba 11/05/2003
- bieg na 200 metrów (hala) – 21,27 – Ateny 22/02/2004